# Alma (Missouri)
Pour les articles homonymes, voir Alma.
Alma est une ville du comté de Lafayette, dans le Missouri, aux États-Unis,. Située à l'est du comté, elle est incorporée en 1878.

## Démographie
Lors du recensement de 2010, la ville comptait une population de 402 habitants. Elle est estimée, en 2017, à 386 habitants.

### Source de la traduction
- (en) Cet article est partiellement ou en totalité issu de l’article de Wikipédia en anglais intitulé « Alma, Missouri » (voir la liste des auteurs).